# Экспонента матрицы
Экспонента матрицы — матричная функция от квадратной матрицы, аналогичная обычной экспоненциальной функции. Матричная экспонента устанавливает связь между алгеброй Ли матриц и соответствующий группой Ли.
Для вещественной или комплексной матрицы {\displaystyle X} размера {\displaystyle n\times n} экспонента от {\displaystyle X}, обозначаемая как {\displaystyle e^{X}} или {\displaystyle \exp(X)}, — это матрица {\displaystyle n\times n}, определяемая степенным рядом:
{\displaystyle e^{X}=\sum _{k=0}^{\infty }{1 \over k!}X^{k}},
где {\displaystyle X^{k}} — k-я степень матрицы {\displaystyle X}.
Данный ряд всегда сходится, так что экспонента от {\displaystyle X} всегда корректно определена.
Если {\displaystyle X} — матрица размера {\displaystyle 1\times 1}, то матричная экспонента от {\displaystyle X} есть матрица размерности {\displaystyle 1\times 1}, единственный элемент которой равен обычной экспоненте от единственного элемента {\displaystyle X}.

## Свойства

### Основные свойства
Для комплексных матриц {\displaystyle X} и {\displaystyle Y} размера {\displaystyle n\times n}, произвольных комплексных чисел {\displaystyle a} и {\displaystyle b}, единичной матрицы {\displaystyle E} и нулевой матрицы {\displaystyle 0}, экспонента обладает следующим свойствами:
- {\displaystyle \exp 0=E};
- {\displaystyle \exp aX\exp bX=\exp \left((a+b)X\right)};
- {\displaystyle \exp X\exp \left(-X\right)=E};
- если {\displaystyle XY=YX}, то {\displaystyle \exp X\exp Y=\exp Y\exp X=\exp(X+Y)};
- если {\displaystyle Y} — невырожденная матрица, то {\displaystyle \exp(YXY^{-1})=Y\exp(X)Y^{-1}}.
- {\displaystyle \exp X^{\mathrm {T} }=(\exp X)^{\mathrm {T} }}, где {\displaystyle X^{\mathrm {T} }} обозначает транспонированную матрицу для {\displaystyle X}, отсюда следует, что если {\displaystyle X} является симметричной, то {\displaystyle \exp X} тоже симметрична, а если {\displaystyle X} — кососимметричная матрица, то {\displaystyle \exp X} — ортогональная;
- {\displaystyle \exp(X^{*})=(\exp X)^{*}}, где {\displaystyle X^{*}} обозначает эрмитово-сопряжённую матрицу для {\displaystyle X}, отсюда следует, что если {\displaystyle X} — эрмитова матрица, то {\displaystyle \exp X} тоже эрмитова, а если {\displaystyle X} — антиэрмитова матрица, то {\displaystyle \exp X} — унитарная
- {\displaystyle \det(\exp X)=\exp(\operatorname {tr} X)}, где {\displaystyle \operatorname {tr} X} — след матрицы {\displaystyle X}.

### Системы линейных дифференциальных уравнений
Одна из причин, обуславливающих важность матричной экспоненты, заключается в том, что она может быть использована для решения систем обыкновенных дифференциальных уравнений. Решение системы:
{\displaystyle {\frac {d}{dt}}y(t)=Ay(t),\quad y(0)=y_{0}},
где {\displaystyle A} — постоянная матрица, даётся выражением:
{\displaystyle y(t)=e^{At}y_{0}.}
Матричная экспонента может быть также использована для решения неоднородных уравнений вида
{\displaystyle {\frac {d}{dt}}y(t)=Ay(t)+z(t),\quad y(0)=y_{0}}.
Не существует замкнутого аналитического выражения для решений неавтономных дифференциальных уравнений вида
{\displaystyle {\frac {d}{dt}}y(t)=A(t)\,y(t),\quad y(0)=y_{0}},
где {\displaystyle A} — не постоянная, но разложение Магнуса позволяет получить представление решения в виде бесконечной суммы.

### Экспонента суммы
Для любых двух вещественных чисел (скаляров) {\displaystyle x} и {\displaystyle y} экспоненциальная функция удовлетворяет уравнению {\displaystyle e^{x+y}=e^{x}\cdot e^{y}}, это же свойство имеет место для симметричных матриц — если матрицы {\displaystyle X} и {\displaystyle Y} коммутируют (то есть {\displaystyle XY=YX}), то {\displaystyle \exp(X+Y)=\exp(X)\exp(Y)}. Однако для некоммутирующих матриц это равенство выполняется не всегда, в общем случае для вычисления {\displaystyle \exp(X+Y)} используется формула Бейкера — Кэмпбелла — Хаусдорфа.
В общем случае из равенства {\displaystyle \exp(X+Y)=\exp(X)\exp(Y)} не следует, что {\displaystyle X} и {\displaystyle Y} коммутируют.
Для эрмитовых матриц существует две примечательные теоремы, связанные со следом экспонент матриц.

#### Неравенство Голдена — Томпсона
Если {\displaystyle A} и {\displaystyle H} — эрмитовы матрицы, то:
{\displaystyle \operatorname {tr} \exp(A+H)\leqslant \operatorname {tr} (\exp(A)\exp(H))},
Коммутативность для выполнения данного утверждения не требуется. Существуют контрпримеры, которые показывают, что неравенство Голдена — Томпсона не может быть расширено на три матрицы, а {\displaystyle \operatorname {tr} (\exp(A)\exp(B)\exp(C))} не всегда является вещественным числом для эрмитовых матриц {\displaystyle A}, {\displaystyle B} и {\displaystyle C}.

#### Теорема Либа
Теорема Либа, названная по имени Эллиотта Либа, гласит, что для фиксированной эрмитовой матрицы {\displaystyle H}, функция:
{\displaystyle f(A)=\operatorname {tr} \,\exp \left(H+\log A\right)}
является вогнутой на конусе положительно-определённых матриц.

### Экспоненциальное отображение
Экспонента матрицы всегда является невырожденной матрицей. Обратная к {\displaystyle \exp X} матрица равна {\displaystyle \exp(-X)}, это аналог того факта, что экспонента от комплексного числа никогда не равна нулю. Таким образом, матричная экспонента определяет отображение:
{\displaystyle \exp \colon M_{n}(\mathbb {C} )\to \mathrm {GL} (n,\mathbb {C} )}
из пространства всех матриц размерности {\displaystyle n\times n} на полную линейную группу порядка {\displaystyle n}, то есть группу всех невырожденных матриц размерности {\displaystyle n\times n}. Это отображение является сюръекцией, то есть каждая невырожденная матрица может быть записана как экспонента от некоторой другой матрицы (чтобы это имело место необходимо рассматривать поле комплексных чисел {\displaystyle \mathbb {C} }, а не вещественных чисел {\displaystyle \mathbb {R} }).
Для любых двух матриц {\displaystyle X} и {\displaystyle Y} имеет место неравенство
{\displaystyle \|e^{X+Y}-e^{X}\|\leqslant \|Y\|e^{\|X\|}e^{\|Y\|}},
где {\displaystyle \|\cdot \|} обозначает произвольную матричную норму. Отсюда следует, что экспоненциальное отображение является непрерывным и липшицевым на компактных подмножествах {\displaystyle M_{n}(\mathbb {C} )}.
Отображение:
{\displaystyle t\mapsto e^{tX},\qquad t\in \mathbb {R} }
определяет гладкую кривую в полной линейной группе, которая проходит через единичный элемент при {\displaystyle t=0}.

## Приложения

### Линейные дифференциальные уравнения

#### Пример однородной системы
Для системы:
{\displaystyle {\begin{matrix}x'&=&2x&-y&+z\\y'&=&&3y&-1z\\z'&=&2x&+y&+3z~.\end{matrix}}}
её матрица есть:
{\displaystyle A={\begin{bmatrix}2&-1&1\\0&3&-1\\2&1&3\end{bmatrix}}~.}
Можно показать, что экспонента от матрицы {\displaystyle tA} есть
{\displaystyle e^{tA}={\frac {1}{2}}{\begin{bmatrix}e^{2t}(1+e^{2t}-2t)&-2te^{2t}&e^{2t}(-1+e^{2t})\\-e^{2t}(-1+e^{2t}-2t)&2(t+1)e^{2t}&-e^{2t}(-1+e^{2t})\\e^{2t}(-1+e^{2t}+2t)&2te^{2t}&e^{2t}(1+e^{2t})\end{bmatrix}}~,}
таким образом, общее решение этой системы есть:
{\displaystyle {\begin{bmatrix}x\\y\\z\end{bmatrix}}={\frac {x(0)}{2}}{\begin{bmatrix}e^{2t}(1+e^{2t}-2t)\\-e^{2t}(-1+e^{2t}-2t)\\e^{2t}(-1+e^{2t}+2t)\end{bmatrix}}+{\frac {y(0)}{2}}{\begin{bmatrix}-2te^{2t}\\2(t+1)e^{2t}\\2te^{2t}\end{bmatrix}}+{\frac {z(0)}{2}}{\begin{bmatrix}e^{2t}(-1+e^{2t})\\-e^{2t}(-1+e^{2t})\\e^{2t}(1+e^{2t})\end{bmatrix}}~.}

#### Пример неоднородной системы
Для решения неоднородной системы:
{\displaystyle {\begin{matrix}x'&=&2x&-&y&+&z&+&e^{2t}\\y'&=&&&3y&-&z&\\z'&=&2x&+&y&+&3z&+&e^{2t}\end{matrix}}}
вводятся обозначения:
{\displaystyle A=\left[{\begin{array}{rrr}2&-1&1\\0&3&-1\\2&1&3\end{array}}\right]~,}
и
{\displaystyle \mathbf {b} =e^{2t}{\begin{bmatrix}1\\0\\1\end{bmatrix}}}
Так как сумма общего решения однородного уравнения и частного решения дают общее решение неоднородного уравнения, остаётся лишь найти частное решение. Так как:
{\displaystyle \mathbf {y} _{p}=e^{tA}\int _{0}^{t}e^{(-u)A}{\begin{bmatrix}e^{2u}\\0\\e^{2u}\end{bmatrix}}\,du+e^{tA}\mathbf {c} }
{\displaystyle \mathbf {y} _{p}=e^{tA}\int _{0}^{t}{\begin{bmatrix}2e^{u}-2ue^{2u}&-2ue^{2u}&0\\\\-2e^{u}+2(u+1)e^{2u}&2(u+1)e^{2u}&0\\\\2ue^{2u}&2ue^{2u}&2e^{u}\end{bmatrix}}{\begin{bmatrix}e^{2u}\\0\\e^{2u}\end{bmatrix}}\,du+e^{tA}\mathbf {c} }
{\displaystyle \mathbf {y} _{p}=e^{tA}\int _{0}^{t}{\begin{bmatrix}e^{2u}(2e^{u}-2ue^{2u})\\\\e^{2u}(-2e^{u}+2(1+u)e^{2u})\\\\2e^{3u}+2ue^{4u}\end{bmatrix}}\,du+e^{tA}\mathbf {c} }
{\displaystyle \mathbf {y} _{p}=e^{tA}{\begin{bmatrix}-{1 \over 24}e^{3t}(3e^{t}(4t-1)-16)\\\\{1 \over 24}e^{3t}(3e^{t}(4t+4)-16)\\\\{1 \over 24}e^{3t}(3e^{t}(4t-1)-16)\end{bmatrix}}+{\begin{bmatrix}2e^{t}-2te^{2t}&-2te^{2t}&0\\\\-2e^{t}+2(t+1)e^{2t}&2(t+1)e^{2t}&0\\\\2te^{2t}&2te^{2t}&2e^{t}\end{bmatrix}}{\begin{bmatrix}c_{1}\\c_{2}\\c_{3}\end{bmatrix}}~,}
где {\displaystyle \mathbf {c} =\mathbf {y} _{p}(0)} — начальное условие.

### Обобщение: вариация произвольной постоянной
В случае неоднородной системы можно использовать метод вариации произвольной постоянной. Ищется частное решение в виде:
{\displaystyle \mathbf {y} _{p}(t)=\exp(tA)\mathbf {z} (t)}:
{\displaystyle {\begin{aligned}\mathbf {y} _{p}'(t)&=(e^{tA})'\mathbf {z} (t)+e^{tA}\mathbf {z} '(t)\\[6pt]&=Ae^{tA}\mathbf {z} (t)+e^{tA}\mathbf {z} '(t)\\[6pt]&=A\mathbf {y} _{p}(t)+e^{tA}\mathbf {z} '(t)~.\end{aligned}}}
Чтобы {\displaystyle \mathbf {y} _{p}} было решением, должно иметь место следующее:
{\displaystyle {\begin{aligned}e^{tA}\mathbf {z} '(t)&=\mathbf {b} (t)\\[6pt]\mathbf {z} '(t)&=(e^{tA})^{-1}\mathbf {b} (t)\\[6pt]\mathbf {z} (t)&=\int _{0}^{t}e^{-uA}\mathbf {b} (u)\,du+\mathbf {c} ~.\end{aligned}}}
Таким образом:
{\displaystyle {\begin{aligned}\mathbf {y} _{p}(t)&{}=e^{tA}\int _{0}^{t}e^{-uA}\mathbf {b} (u)\,du+e^{tA}\mathbf {c} \\&{}=\int _{0}^{t}e^{(t-u)A}\mathbf {b} (u)\,du+e^{tA}\mathbf {c} \end{aligned}}~,}
где {\displaystyle \mathbf {c} } определяется из начальных условий задачи.